# Каменский район (Пензенская область)
Ка́менский райо́н — административно-территориальная единица (район) и муниципальное образование (муниципальный район) в Пензенской области России. Административный центр — город Каменка.

## География
Район занимает территорию 2185,7 км², находится в юго-западной части области. Граничит на севере с Нижнеломовским районом, на северо-востоке — с Мокшанским районом, на востоке с Пензенским районом, на юго-востоке — с Колышлейским районом, на юге — с Сердобским районом, на юго-западе — с Белинским районом, на западе — с Пачелмским районом Пензенской области.

## История
Район образован 16 июля 1928 года в составе Пензенского округа Средне-Волжской области.
С 1929 года район в составе Средневолжского (Куйбышевского) края,
В 1935 году из состава района выделен Головинщинский район.
С 1936 года район в составе Куйбышевской области, с 1937 года — в Тамбовской области.
4 февраля 1939 года район передан в состав вновь образованной Пензенской области.
В ноябре 1956 года упразднён Головинщинский район, его территория вновь включена в состав Каменского района. 12 октября 1959 года к Каменскому району были присоединены части территорий упразднённых Свищевского и Телегинского районов.
В 1963 году город Каменка отнесён к категории городов областного подчинения.
17 февраля 2006 года город Каменка вновь включён в состав района как городское поселение.
В соответствии с Законом Пензенской области от 2 ноября 2004 года № 690-ЗПО в районе образовано 1 городское и 19 сельских поселений (сельсоветов), установлены границы муниципальных образований.
22 декабря 2010 года в соответствии с Законом Пензенской области № 1992-ЗПО было упразднено 8 сельсоветов с включением их территорий в состав других сельсоветов.

## Население
| 1939    | 1959    | 1970    | 1979    | 1989    | 2002    | 2009    | 2010    |
| ------- | ------- | ------- | ------- | ------- | ------- | ------- | ------- |
| 44 450  | ↗75 493 | ↗75 762 | ↘71 495 | ↘68 158 | ↘65 683 | ↘61 012 | ↗62 322 |
| 2011    | 2012    | 2013    | 2014    | 2015    | 2016    | 2017    | 2018    |
| ↘62 120 | ↘61 200 | ↘60 163 | ↘59 050 | ↘58 230 | ↘57 141 | ↘56 249 | ↘55 148 |
| 2021    | 2024    |         |         |         |         |         |         |
| ↘49 896 | ↘48 394 |         |         |         |         |         |         |

### Урбанизация
В городских условиях (город Каменка) проживают  69,2 % населения района.

### Национальный состав
75,9 % — русские, 22,6 % — татары, 0,4 % — мордва, 0,3 — украинцы и 1 % — представители прочих национальностей.

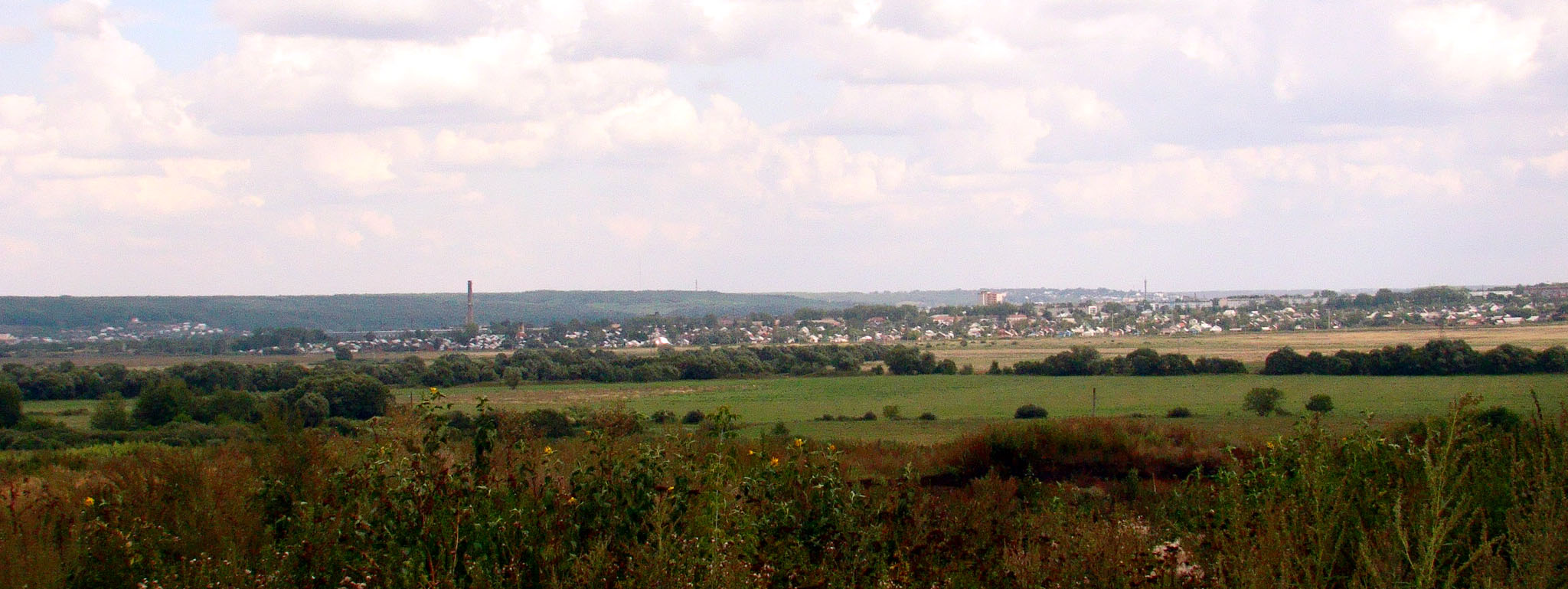
Вид на Каменку со стороны села Варваровка

## Административное деление
В Каменский район как административно-территориальное образование входят 1 город районного значения и 11 сельсоветов.
В муниципальный район входят 12 муниципальных образований, в том числе 1 городское поселение и 11 сельских поселений
| №        | Муниципальное образование     | Административный центр | Количество населённых пунктов | Население | Площадь, км2 |
| -------- | ----------------------------- | ---------------------- | ----------------------------- | --------- | ------------ |
| 1e-06    | Городское поселение:          |                        |                               |           |              |
| 1        | город Каменка                 | город Каменка          | 1                             | ↘33 491   | 31,82        |
| 1.000002 | Сельские поселения:           |                        |                               |           |              |
| 2        | Анучинский сельсовет          | село Анучино           | 5                             | ↘924      | 132,95       |
| 3        | Владыкинский сельсовет        | село Владыкино         | 6                             | ↘844      | 172,03       |
| 4        | Головинщинский сельсовет      | село Головинщино       | 10                            | ↘1816     | 299,55       |
| 5        | Каменский сельсовет           | город Каменка          | 8                             | ↘1976     | 388,77       |
| 6        | Кевдо-Мельситовский сельсовет | село Кевдо-Мельситово  | 2                             | ↘1632     | 116,18       |
| 7        | Кикинский сельсовет           | село Кикино            | 3                             | ↘1758     | 143,59       |
| 8        | Кобылкинский сельсовет        | село Кобылкино         | 3                             | ↘1185     | 86,04        |
| 9        | Междуреченский сельсовет      | село Междуречье        | 7                             | ↘1153     | 318,12       |
| 10       | Первомайский сельсовет        | село Батрак            | 6                             | ↘1896     | 106,03       |
| 11       | Покрово-Арчадинский сельсовет | село Покровская Арчада | 9                             | ↘1613     | 262,22       |
| 12       | Фёдоровский сельсовет         | село Фёдоровка         | 5                             | ↘1608     | 148,59       |

### Населённые пункты
В Каменском районе 65 населённых пунктов.
| №  | Населённый пункт                           | Тип                     | Население | Муниципальное образование     |
| -- | ------------------------------------------ | ----------------------- | --------- | ----------------------------- |
| 1  | Адикаевка                                  | железнодорожная станция | 19        | Головинщинский сельсовет      |
| 2  | Адикаевка                                  | село                    | ↘76       | Головинщинский сельсовет      |
| 3  | Александровка                              | деревня                 | 14        | Покрово-Арчадинский сельсовет |
| 4  | Александровка                              | село                    | ↘330      | Фёдоровский сельсовет         |
| 5  | Алексеевка 1-я                             | деревня                 | 1         | Покрово-Арчадинский сельсовет |
| 6  | Андреевка                                  | село                    | ↘389      | Головинщинский сельсовет      |
| 7  | Анучино                                    | село                    | ↘925      | Анучинский сельсовет          |
| 8  | Ахматовка                                  | село                    | ↘146      | Покрово-Арчадинский сельсовет |
| 9  | Батрак                                     | село                    | ↗882      | Первомайский сельсовет        |
| 10 | Безруково                                  | село                    | ↘124      | Кевдо-Мельситовский сельсовет |
| 11 | Бессоновка                                 | деревня                 | 14        | Владыкинский сельсовет        |
| 12 | Блиновка                                   | село                    | ↘478      | Каменский сельсовет           |
| 13 | Большие Верхи                              | село                    | ↘275      | Каменский сельсовет           |
| 14 | Варваровка                                 | деревня                 | 144       | Анучинский сельсовет          |
| 15 | Варваровка                                 | село                    | ↗998      | Первомайский сельсовет        |
| 16 | Владыкино                                  | село                    | ↘460      | Владыкинский сельсовет        |
| 17 | Вражское                                   | село                    | ↘92       | Междуреченский сельсовет      |
| 18 | Второе Отделение                           | населённый пункт        | 67        | Междуреченский сельсовет      |
| 19 | Гавриловка                                 | село                    | ↘37       | Анучинский сельсовет          |
| 20 | Гаи                                        | село                    | ↘27       | Анучинский сельсовет          |
| 21 | Головинщино                                | село                    | ↘849      | Головинщинский сельсовет      |
| 22 | Завиваловка                                | село                    | ↘503      | Междуреченский сельсовет      |
| 23 | Залесное                                   | село                    | ↘133      | Каменский сельсовет           |
| 24 | Знаменка                                   | посёлок                 | 206       | Каменский сельсовет           |
| 25 | Казанская Арчада                           | село                    | ↘531      | Покрово-Арчадинский сельсовет |
| 26 | Каменка                                    | город                   | ↘33 491   | город Каменка                 |
| 27 | Кевдо-Мельситово                           | село                    | ↗1876     | Кевдо-Мельситовский сельсовет |
| 28 | Кикино                                     | село                    | ↘1637     | Кикинский сельсовет           |
| 29 | Клейменовка                                | село                    | ↘347      | Междуреченский сельсовет      |
| 30 | Ключи                                      | деревня                 | 87        | Владыкинский сельсовет        |
| 31 | Ключище                                    | село                    | ↘152      | Первомайский сельсовет        |
| 32 | Кобылкино                                  | село                    | ↘1506     | Кобылкинский сельсовет        |
| 33 | Кочалейка                                  | село                    | ↗786      | Каменский сельсовет           |
| 34 | Кочетовка                                  | село                    | ↘421      | Головинщинский сельсовет      |
| 35 | Крыловка                                   | село                    | ↘372      | Междуреченский сельсовет      |
| 36 | Кувака                                     | село                    | ↘283      | Каменский сельсовет           |
| 37 | Кургановка                                 | деревня                 | ↗480      | Фёдоровский сельсовет         |
| 38 | Лермонтовский                              | разъезд                 | 17        | Покрово-Арчадинский сельсовет |
| 39 | Львовская Варежка                          | село                    | ↘16       | Кобылкинский сельсовет        |
| 40 | Максимовка                                 | село                    | ↘183      | Первомайский сельсовет        |
| 41 | Междуречье                                 | село                    | ↘336      | Междуреченский сельсовет      |
| 42 | Мочалейка                                  | село                    | ↗809      | Кикинский сельсовет           |
| 43 | Надеждинка                                 | деревня                 | 104       | Покрово-Арчадинский сельсовет |
| 44 | Низовка                                    | село                    | ↘354      | Головинщинский сельсовет      |
| 45 | Николаевка                                 | деревня                 | 1         | Владыкинский сельсовет        |
| 46 | Никольская Арчада                          | село                    | ↘34       | Междуреченский сельсовет      |
| 47 | Новая Есинеевка                            | село                    | ↘7        | Первомайский сельсовет        |
| 48 | Октябрьский                                | посёлок                 | 6         | Фёдоровский сельсовет         |
| 49 | Покровская Арчада                          | село                    | ↘695      | Покрово-Арчадинский сельсовет |
| 50 | Покровская Варежка                         | село                    | ↘115      | Кобылкинский сельсовет        |
| 51 | Пустынь                                    | село                    | ↘490      | Покрово-Арчадинский сельсовет |
| 52 | Радуга                                     | посёлок                 | 9         | Головинщинский сельсовет      |
| 53 | Ростовка                                   | село                    | ↘158      | Каменский сельсовет           |
| 54 | Росток                                     | посёлок                 | 94        | Головинщинский сельсовет      |
| 55 | Селитьба                                   | деревня                 | 172       | Анучинский сельсовет          |
| 56 | Скворечное                                 | село                    | ↘341      | Головинщинский сельсовет      |
| 57 | Соболёвка                                  | село                    | ↘372      | Владыкинский сельсовет        |
| 58 | Старая Есинеевка                           | село                    | ↗41       | Первомайский сельсовет        |
| 59 | Студенец                                   | железнодорожная станция | ↘376      | Фёдоровский сельсовет         |
| 60 | Телятино                                   | село                    | ↘202      | Кикинский сельсовет           |
| 61 | Троицкое Отделение                         | деревня                 | 240       | Владыкинский сельсовет        |
| 62 | Тулытьба                                   | посёлок                 | 52        | Головинщинский сельсовет      |
| 63 | Усть-Атмис                                 | село                    | ↘271      | Покрово-Арчадинский сельсовет |
| 64 | Фёдоровка                                  | село                    | ↘1005     | Фёдоровский сельсовет         |
| 65 | Центральная усадьба совхоза имени Калинина | населённый пункт        | ↘591      | Каменский сельсовет           |

Упразднённые населённые пункты:
- 2001 год — поселок Шуварда[25].
- 2004 год — поселок Колона и село Ивенка[26].

## Местное самоуправление
- Собрание представителей Каменского района Пензенской области — представительный орган Каменского района[27]
- Глава Каменского района Пензенской области — глава муниципального образования, высшее должностное лицо Каменского района
- Администрация Каменского района Пензенской области — местная администрация (исполнительно-распорядительный орган Каменского района)

## Уроженцы Каменского района
- Норштейн, Юрий Борисович, советский и российский художник-мультипликатор, режиссёр мультипликационного кино. Народный артист РФ (1996). Лауреат Государственной премии СССР (1979)
- Никола́й Ни́лович Бурде́нко, русский и советский хирург, организатор здравоохранения, основоположник советской нейрохирургии, главный хирург Красной Армии в 1937—1946 годы, академик АН СССР (1939), академик и первый президент АМН СССР (1944—1946), Герой Социалистического Труда (1943), генерал-полковник медицинской службы, участник русско-японской, Первой мировой, советско-финской и Великой Отечественной войн, лауреат Сталинской премии (1941). Член ВЦИК 16-го созыва. Член ВКП(б) с 1939 года. Депутат Верховного Совета СССР 1-го и 2-го созывов. Почётный член Лондонского королевского общества хирургов и Парижской академии хирургии. Председатель Советской комиссии, расследовавшей Катынский расстрел польских граждан.

## Транспорт
Через район проходит Куйбышевская железная дорога (участок Пенза — Моршанск), в районном центре крупная железнодорожная станция Белинская. С Пензой район связывает трасса Р208 Пенза — Тамбов.